# Терентьєва Світлана Сергіївна
Світлана Сергіївна Терентьєва (рос. Светлана Сергеевна Терентьева; народилась 25 вересня 1983 у м. Первоуральську Свердловської області, Росія) — російська хокеїстка, нападаюча. Виступає за «СКІФ» (Нижній Новгород). Майстер спорту міжнародного класу.
Перший тренер — Володимир Копитов. Виступала за «Спартак-Меркурій» (Єкатеринбург), в «СКІФ» (Нижній Новгород) грає з 2008 року.
Чемпіонка Росії (2000, «Спартак-Меркурій» Єкатеринбург), володар Кубка Європейських чемпіонів (2009). Бронзовий призер чемпіонату світу 2001. Учасниця зимових Олімпійських ігор 2002 у Солт-Лейк-Сіті і зимових Олімпійських ігор 2010 у Ванкувері.